# Marina Kosjeveja
Marina Kosjeveja, född 1 april 1960 i Moskva, är en före detta sovjetisk simmare.
Hon blev olympisk guldmedaljör på 200 meter bröstsim vid sommarspelen 1976 i Montréal.